# Бан кан
Бан-кан (в'єт. — banh використовується як загальна фраза для тортів, печива, випічки, хлібної локшини, у цьому випадку бан-кан є різновидом «рисового супу з локшиною») — густа в'єтнамська локшина, яку можна приготувати з борошна тапіоки або суміші рису та борошна тапіоки. «Торт» відноситься до товстого листа сирого тіста, з якого вирізають локшину.
- Bánh canh cua — насичений, густий крабовий суп, часто з додаванням перепелиних яєць.
- Bánh canh bột lọc — більш напівпрозора і жувальна версія локшини.
- Bánh canh chả cá — страва включає рибний пиріг і популярна в південно-центральній частині В’єтнаму.
- Bánh canh giò heo tôm thịt — включає свинячі рульки та креветки.[3]
- Bánh canh Trảng Bàng — бан-кан, виготовлений у південно-східному в'єтнамському місті Тронг-Банг, подається з відварною свининою, локшиною тапіоки та місцевими травами.
- Bánh canh tôm — бульйон зі смаком креветок, який також змішується з кокосовим молоком.

В'єтнамське слово bánh позначає такі продукти, як локшина або тістечка, виготовлені з борошна, а canh означає «суп».